# Mikroorganizm

Skupisko pałeczek okrężnicy (powiększenie 10000 razy)

Mikroorganizm (gr. μικρός, mikrós ‘mały’, ὀργανισμός, organismós ‘organizm’), drobnoustrój, pot. mikrob – organizm widoczny jedynie pod mikroskopem. Pojęcie to nie jest zbyt precyzyjne, lecz z pewnością mikroorganizmami są organizmy jednokomórkowe (bakterie i pierwotniaki) oraz niezróżnicowane organizmy wielokomórkowe (niektóre grzyby i glony). Do grupy tej zaliczane są także wirusy, które nie są jednak organizmami żywymi. Niektóre z mikroorganizmów są chorobotwórcze (np. gronkowiec złocisty), inne natomiast potrafią być komensalne (korzystające z zasobów innego organizmu, lecz niewpływające na jego funkcjonowanie) lub nawet symbiotyczne (np. bakterie jelitowe).
Ze względu na wymagania tlenowe, drobnoustroje można podzielić na anaeroby (żyjące w atmosferze beztlenowej) oraz aeroby (żyjące w atmosferze tlenowej).
Zespół mikroorganizmów zasiedlających dane środowisko (glebę, ciało człowieka) określany jest jako mikrobiom.